# 조명현
조명현(曺明鉉, 1963년 1월 5일 충청남도 서산군 ~ )은 대한민국의 기업인이다. 연세대학교 경영전문대학원을 수료하였으며, (주)현대해운의 대표이사이다. 아름다운재단의 이사이기도 하다.